# Ville-devant-Chaumont
 Ville-devant-Chaumont  là một xã thuộc the tỉnh Meuse trong vùng Grand Est đông bắc nước Pháp. Xã này nằm ở khu vực có độ cao trung bình 230 mét trên mực nước biển. Dân số theo điều tra năm 1999 của INSEE là 59 người.